# Liste der kaiserlichen Generale der Frühen Neuzeit/C
Legende: * geboren | ~ getauft | † gestorben | ⚔ gefallen | Zu den Rangbezeichnungen siehe auch Generalsränge auf der Startseite.
- Ritter Johann Caballini von Ehrenburg

* 1752   † 3. Februar 1817. Laufbahn: 26. November 1800 mit Rang vom 29. Januar 1801 Generalmajor, Mai 1807 im Ruhestand
- Don Juan Tomás Enríquez de Cabrera, Conde de Melgar, Duque de Medina de Rio Seco[1]

* 21. Dezember 1646   † 29. Juni 1705. Laufbahn: spanischer Generalkapitän und Administrator von Kastilien; 10. April 1705 kaiserlicher Feldmarschall
- Heinrich Graf von Callenberg

* 10. Februar 1685   † 27. April 1772. Laufbahn: 30. Dezember 1727 Generalfeldwachtmeister, 25. Dezember 1733 Feldmarschalleutnant, 12. Juni 1754 mit Rang vom 4. November 1748 Feldzeugmeister
- Karl (Kurt) Friedrich Reinecke Graf von Callenberg

* 8. März 1727   † 26. Juli  (22. Juni ?) 1800. Laufbahn: 28. März 1760 Generalfeldwachtmeister, 24. August 1771 mit Rang von 1767 Feldmarschalleutnant
- Karl Freiherr von Callot

* 1711   † 11. Oktober 1781. Laufbahn: 23. Januar 1761 Generalfeldwachtmeister, 14. November 1772 mit Rang vom 5. Januar 1768 Feldmarschalleutnant, 1779 im Ruhestand
- Wenzel Freiherr von Callot

* 1705   † 27. Juli 1785. Laufbahn: 18. Juli 1772 mit Rang vom 6. Juli 1770 Generalmajor, 1772 im Ruhestand
- Wenzel von Cameller

† 9. Februar 1802. Laufbahn: 22. Juli 1782 mit Rang vom 16. Juli 1782 Generalmajor, 1795 im Ruhestand
- Luigi Campagnola

† 5. November 1837. Laufbahn: italienischer Brigadegeneral; 9. April 1815 k.k. Generalmajor und im Ruhestand
- Joseph Cavaliere di Campitelli

† 7. April 1773 (1763?). Laufbahn: 29. September 1755 Generalfeldwachtmeister, 19. Februar 1759 Feldmarschalleutnant
- Don Andrés Emanuel de Solares, Marqués del Campo

*?   †?. Laufbahn: 20. Oktober 1717 Generalfeldwachtmeister, 18. November 1723 Feldmarschalleutnant
- Hieronymus von Candiani

† 22. Mai 1803. Laufbahn: 7. Mai 1800 mit Rang vom 8. Juni 1800 Generalmajor
- Franz Walter Anton von Canisius

* 13. Juni 1744   † 25. Januar 1810. Laufbahn: 4. März 1796 mit Rang vom 8. April 1796 Generalmajor, 1800 im Ruhestand
- Georg Prinz Cantacuzeno

*?   †?. Laufbahn: 14. September 1726 Generalfeldwachtmeister
- Joseph Franz Graf Canto d’Yrlès

* 29. März 1726   † 11. April 1797. Laufbahn: 26. Juni 1789 mit Rang vom 10. März 1789 Generalmajor, 9. März 1795 Feldmarschalleutnant
- Raimondo Cantu

† 7. November 1795. Laufbahn: 29. Dezember 1793 mit Rang vom 23. Dezember 1793 Generalmajor
- Antonio Ayanz y Ureta, Marqués de Caporosso

† 1737. Laufbahn: 9. April 1732 Feldmarschalleutnant
- Äneas Graf von Caprara

† 12. September 1793. Laufbahn: 19. Januar 1771 mit Rang vom 26. September 1761 Generalmajor, 25. April 1775 mit Rang vom 25. August 1774 Feldmarschalleutnant; November 1792 päpstlicher General
- Äneas Silvius Graf von Caprara

* 16. November 1631   † 3. Februar 1701. Laufbahn: 27. April 1668 Generalfeldwachtmeister, 28. Juni 1673 Feldmarschalleutnant, 18. März 1676 General der Kavallerie, 29. November 1683 Feldmarschall
- Ludwig Graf von Caracciolo

* 3. Januar 1708   † 6. Februar 1760. Laufbahn: 9. Juni 1758 Generalfeldwachtmeister
- Marino Caracciolo, Marchese di San Eramo

* 13. September 1663   † 15. Februar 1740. Laufbahn: 10. Juli 1716 Generalfeldwachtmeister, 30. Juli 1725 Feldmarschalleutnant; 1735 spanischer General
- Tomás Marqués de, Conte di Roccarainola Caracciolo

* 10. März 1572   † 8. Dezember 1631. Laufbahn: 14. Juli 1621 Feldmarschall; spanischer General
- Ambrogio Principe de Caracciolo-Rosso, Principe di Torchiarolo e Avellino

* 26. Januar 1699   † 23. Februar 1748. Laufbahn: 20. Februar 1742 Generalfeldwachtmeister
- Antonio Graf von Caraffa di Stigliano

* 14. August 1642   † 6. März 1693. Laufbahn: 21. Juli 1682 Generalfeldwachtmeister, 3. September 1685 Feldmarschalleutnant, 7. Mai 1687 General der Kavallerie, 1. Dezember 1688 Feldmarschall
- Hieronymus Girolamo Fürst von Caraffa, Marchese di Montenegro

* 1564   † 4. April 1633. Laufbahn: 18. Mai 1622 Generaloberstleutnant; spanischer Generalkapitän, mailändischer Feldmarschall und General der Kavallerie
- Johann Carl von Caraffa

* 1671   † 3. Mai 1743. Laufbahn: 19. April 1704 Generalfeldwachtmeister, 12. August 1707 mit Rang vom 6. Januar 1706 Feldmarschalleutnant, 5. Mai 1716 General der Kavallerie, 6. Oktober 1723 Feldmarschall
- Johann Joseph Graf von Caraffa

⚔ bei Groczka 22. Juli 1739. Laufbahn: 15. März 1735 Generalfeldwachtmeister
- Karl Graf von Caramelli di Castiglione-Fallet

* 1716   † 29. Februar 1788. Laufbahn: 18. Mai 1758 Generalfeldwachtmeister, 25. Januar 1767 mit Rang vom 11. April 1760 Feldmarschalleutnant, 1. Mai 1773 mit Rang vom 8. August 1770 General der Kavallerie
- Johann Karl Graf von Caramelli

† 12. Dezember 1823. Laufbahn: 9. März 1805 mit Rang vom 30. September 1805 Generalmajor, 1. Februar 1806 im Ruhestand
- Emanuel von Carato

† 23. Mai 1796. Laufbahn: 13. November 1778 mit Rang vom 14. Oktober 1778 Generalmajor
- Karl Freiherr von Carato

† 1796. Laufbahn: 1790 Generalmajor
- Don Fernando Principe de Cárdenas

*?   †?. Laufbahn: 5. Dezember 1733 Generalfeldwachtmeister
- Don José Folch de Cardona y Eril Cardona, Fürst von, Marqués de Guadalest

* 1651   † 25. (27.?) 6.1729, 9. Juni 1689 Generalfeldwachtmeister, 29. März 1700 General der Kavallerie
- François-Adrien Symon Comte de Carneville

† 1. August 1816. Laufbahn: 2. August 1801 mit Rang vom 23. Juli 1798 Generalmajor
- Georges-François Symon Comte de Carneville

* 16. Juni 1751   † 1. März 1837. Laufbahn: 22. Juli 1801 mit Rang vom 16. August 1801 Generalmajor, 1815 im Ruhestand, 20. Februar 1824 quittiert; 27. August 1814 französischer Maréchal de camp, 17. Juli 1816 Generalleutnant
- Ludwig Carpé von Carpenstein

† 13. Juni 1837. Laufbahn: 30. März 1813 Generalmajor, 7. Oktober 1815 im Ruhestand
- Don Jaime Carreras del Portal, Conde de Carreras

~ 3. Februar 1658 (?)   † 11. Januar 1743. Laufbahn: 21. Januar 1728 Generalfeldwachtmeister, 26. Dezember 1733 Feldmarschalleutnant
- Don Francisco Maria Marqués de Casnedi (Casinetti)

*?   †?. Laufbahn: mailändischer Feldzeugmeister, 2. April 1718 kaiserlicher Generalfeldwachtmeister, 14. November 1723 Feldzeugmeister
- Alexander Graf von Castell[2]

† 1736?. Laufbahn: 2. November 1733 Generalfeldwachtmeister
- Karl von Castellar (Castellane?)

*?   †?. Laufbahn: 24. Januar 1750 Generalfeldwachtmeister
- Graf Friedrich Magnus zu Castell-Remlingen

* 6. Oktober 1646   † 17. April 1717. Laufbahn: 4. November 1686 Generalfeldwachtmeister, 7. Juli 1692 Feldmarschalleutnant, 25. November 1694 General der Kavallerie, 9. Februar  (11.?) 1705 Feldmarschall
- Eudemio Marchese di Castiglione

* um 1713   † 11./13. August 1773. Laufbahn: 12. Juni 1753 Generalfeldwachtmeister
- Don Emanuel de Castro

† 12. April 1716. Laufbahn: 11. Juni 1682 Generalfeldwachtmeister
- Caudrellier, …

*?   †?. Laufbahn: 20. Oktober 1751 Generalfeldwachtmeister
- Karl Freiherr von Cavaglieri

* 1696   † 12. September 1766. Laufbahn: 18. Januar 1743 Generalfeldwachtmeister, 1754 mit Rang vom 20. Juli 1752 Feldmarschalleutnant, 11. April 1764 Feldzeugmeister
- Joseph Freiherr von Cavallar

* 1739   † 19./22. April 1812. Laufbahn: Dez. 1806 mit Rang vom 10. Januar 1803 Generalmajor, 12. November 1811 Feldmarschalleutnant (Charakter) und im Ruhestand
- Franz Karl Graf von Cavriani

* 1707   † 1788. Laufbahn: 29. Juli 1745 Generalfeldwachtmeister, 18. Januar 1758 Feldmarschalleutnant; 1766 Abschied
- Johann Aloys Graf von Cavriani

† 1693. Laufbahn: 27. April 1692 Generalfeldwachtmeister
- Joseph Freiherr von Cerrini di Monte Varchi

* 1743   † 27. November 1809. Laufbahn: 5. März 1801 Generalmajor, 26. August 1809 Feldmarschalleutnant
- Joseph Jean Comte de Chalus

*?   †?. Laufbahn: 15. Oktober 1703 Generalfeldwachtmeister
- Denis-François-Urbain de Chanclos, Baron de Retz

*?   †?. Laufbahn: niederländischer Generalmajor; 13. März 1716 kaiserlicher Generalfeldwachtmeister, 8. Oktober 1723 Feldmarschalleutnant
- Karl Urban Graf von Chanclos, Signeur de Leves

* 13. Oktober 1686   † 19. Februar 1761. Laufbahn: 17. Januar 1734 Generalfeldwachtmeister, 3. März 1738 Feldmarschalleutnant, 3. Juli 1745 Feldzeugmeister, 3. Juli 1754 Feldmarschall
- Gabriel Joseph Herbert Marquis de Chasteler de Moulbais et de Courcelles

* 22. Januar 1763   † 10. Mai 1825. Laufbahn: 24. April 1797 mit Rang vom 1. Juni 1797 Generalmajor, 3. Januar 1801 mit Rang vom 10. Januar 1801 Feldmarschalleutnant, 2. September 1813 Feldzeugmeister
- Jeremias von Chauvet

† 13. August 1699. Laufbahn: 1674 braunschweigisch-cellischer Generalmajor, 26. August 1675 Generalleutnant, 1685 Generalfeldmarschall; 18. Oktober 1685 kaiserlicher Feldmarschalleutnant; 10. Mai 1693 kursächsischer Generalfeldmarschall
- Karl Heinrich Graf von Chauvirey

† 1736. Laufbahn: 9. November 1733 Generalfeldwachtmeister, 20. Mai 1734 Generalfeldwachtmeister
- Gaspard de Chavagnac

* um 1624   † 11. Februar 1695. Laufbahn: 30. Oktober 1652 französischer Maréchal de camp; spanischer Generalwagenmeister und General der Artillerie; 8. Juli 1667 kaiserlicher Generalfeldwachtmeister, 17. Februar 1674 Feldmarschalleutnant; 19. Januar 1680 Abschied
- Kaspar Anton Freiherr von Chevreulle

* 1682   † 1754. Laufbahn: 2. Februar 1750 Generalfeldwachtmeister
- Karl Graf von Chiesa

† 27. Dezember 1834. Laufbahn: 26. Juli 1813 Generalmajor, 8. Juni 1834 Feldmarschalleutnant
- Johann Nepomuk Karl Graf Chotek von Chotkowa und Wognin

* 28. Oktober 1705 oder 29. Oktober 1704   † 8. November 1787. Laufbahn: 16. April 1746 Feldmarschalleutnant, 3. Februar 1762 mit Rang vom 7. Dezember 1748 Feldzeugmeister
- Johann Nepomuk Claudius Torquatus Freiherr Christani von Rall

† 2. August 1796. Laufbahn: 30. Juni 1770 mit Rang vom 7. November 1768 Generalmajor, 10. April 1783 mit Rang vom 16. April 1783 Feldmarschalleutnant
- Joseph Caimi Ciceri

† 1753. Laufbahn: 25. April 1737 Generalfeldwachtmeister, 9. April 1741 Feldmarschalleutnant
- Ascanio Graf von Cicogna

*?   †?. Laufbahn: 31. Juli 1752 Generalfeldwachtmeister
- Don Francisco Silva de Mendoza y Sfondrato Conde de Cifuentes, Marqués de Alconchel

* um 1666   † 24. Dezember 1749. Laufbahn: 4. März 1718 General der Kavallerie, Feldmarschall?
- Karl Leopold Graf Civalart von Happancourt,

* 23. November 1766   † 12. August 1865. Laufbahn: 23. Juni 1808 mit Rang vom 11. August 1805 Generalmajor, 13. Juli 1812 mit Rang vom 16. November 1809 Feldmarschalleutnant, 11. Januar 1830 General der Kavallerie, Febr. 1851 im Ruhestand
- Leopold Ludwig Graf Civalart von Happancourt,

† 3. März 1805. Laufbahn: 12. April 1789 mit Rang vom 9. April 1789 Generalmajor, 25. Januar 1801 mit Rang vom 26. Januar 1801 Feldmarschalleutnant
- Johann Albrecht Graf von Clam-Martinitz,

* 1732   † 16. Mai 1822. Laufbahn: 11. April 1788 mit Rang vom 6. April 1788 Generalmajor
- Joseph Johann Nepomuk Graf von Clary und Aldringen

* 17. März 1734   † 15. April 1811. Laufbahn: 1. Januar 1807 mit Rang vom 2. Mai 1805 Generalmajor, 25. September 1809 Feldmarschalleutnant
- Hieronymus Freiherr von Clary,

* 10. April 1610   † 19. November 1671. Laufbahn: 23. August 1668 Generalfeldwachtmeister Titel
- Karl Graf von Clauwetz de Briant,

† 6. Juli 1810. Laufbahn: 24. Juli 1800 mit Rang vom 21. Juli 1800 Generalmajor
- Karl Joseph Graf Clauwetz de Briant,

* 1750   † 14. Dezember 1818. Laufbahn: 1. September 1805 mit Rang vom 10. Februar 1804 Generalmajor, 1. Februar 1806 im Ruhestand
- Johann Joseph Freiherr von Clement du Mez,

† 1. Februar 1808. Laufbahn: 1. Februar 1807 mit Rang vom 28. Mai 1805 Generalmajor (Charakter) ehrenhalber und im Ruhestand
- Franz Sebastian Karl Joseph de Croix, Graf von Clerfayt,

* 14. Oktober 1733   † 21. Juli 1798. Laufbahn: 1. Mai 1773 mit Rang vom 18. August 1765 Generalmajor, 10. April 1783 mit Rang vom 14. April 1783 Feldmarschalleutnant, 10. November 1788 mit Rang vom 4. November 1788 Feldzeugmeister, 22. April 1795 Feldmarschall
- Anton Georg Marchese Clerici di Cavenago,

* 4. November 1715   † 11. Juni 1768. Laufbahn: 10. Mai 1746 Generalfeldwachtmeister, 7. Juli / 8.1755, Feldmarschalleutnant, 23. Februar 1758 Feldzeugmeister
- Johann Heinrich Freiherr von Cles,

*?   †?. Laufbahn: 20. März 1753 Generalfeldwachtmeister, 8. Februar 1758 Feldmarschalleutnant
- Wolfgang Friedrich Cob von Nüdingen,

* 1614   † 1679. Laufbahn: 27. April 1664 Generalfeldwachtmeister, 27.19.1672 Feldmarschalleutnant, 11. September 1676 Feldzeugmeister
- Matteo Conte Collalto di San Michele

* 6. Januar 1636?   † 1716?. Laufbahn: 6. September 1685 Generalfeldwachtmeister
- Rombaldo Graf von Collalto

* 21. September  (12.?) 1579   † 18. November 1630. Laufbahn: 31. Juli 1624 HKR-Pr, 20. September 1625 Feldmarschall, 31. Mai 1628 GOL
- Heinrich Gabriel Joseph Gaston Emil Willibald Ghislain Freiherr von Collenbach

* 5. Juli 1773   † 23. Februar 1840. Laufbahn: 30. April 1815 Generalmajor, 24. August 1830 Feldmarschalleutnant, 25. Juni 1833 im Ruhestand
- Michael Freiherr von Colli da Vigevano,

* 1738   † 22. Dezember 1808. Laufbahn: 26. Dezember 1788 mit Rang vom 30. November 1788 Generalmajor, 29. Dezember 1793 mit Rang vom 26. Dezember 1793 Feldmarschalleutnant
- Franz Graf von Colloredo,

† 30. Mai 1814. Laufbahn: 9. April 1777 Generalmajor
- Hieronymus Karl Graf von Colloredo-Mannsfeld,

* 30. März 1775   † 23. Juli 1822. Laufbahn: 1. September 1805 mit Rang vom 2. Februar 1804 Generalmajor, 17. Juni 1809 Feldmarschalleutnant, 2. September 1813 Feldzeugmeister
- Johann Baptist Franz Graf von Colloredo-Mels und Wallsee

* 26. Juni 1731   † 25. Januar 1815 (1. April 1816?). Laufbahn: 26. November 1777 mit Rang vom 23. Oktober 1777 Generalmajor
- Joseph Maria Graf von Colloredo-Mels und Wallsee

* 11. September 1735   † 26. November 1818. Laufbahn: 6. Oktober 1763 mit Rang vom 22. November 1759 Generalfeldwachtmeister, 19. Januar 1771 mit Rang vom 4. November 1767 Feldmarschalleutnant, 23. August 1786 mit Rang vom 6. Februar 1785 Feldzeugmeister, 12. Oktober 1789 Feldmarschall
- Nikolaus Anton Graf von Colloredo-Mels

~ 12. August 1702   † 12. April 1763. Laufbahn: 30. Oktober 1758 Generalfeldwachtmeister
- Nikolaus Graf von Colloredo-Mels

* 1740   † 4. Januar  (2.?) 1803. Laufbahn: 9. September 1786 mit Rang vom 28. August 1786 Generalmajor, 27. Februar 1793 mit Rang vom 21. Februar 1793 Feldmarschalleutnant
- Hieronymus Graf von Colloredo-Waldsee

* 1582   ⚔  bei St. Omer 1638. Laufbahn: 1. März 1634 Feldmarschalleutnant
- Rudolf Graf von Colloredo-Waldsee

* 2. November 1585   † 24. Februar 1657. Laufbahn: 27. Januar 1632 Generalfeldwachtmeister, 23. Dezember 1632 Feldzeugmeister, 1. Februar 1634 Feldmarschall
- Anton Graf von Colloredo-Wallsee

* 14. November 1707   † 17. März 1785. Laufbahn: 22. August 1742 Generalfeldwachtmeister, 22. Juli 1749 Feldmarschalleutnant, 1754 mit Rang vom 14. Juli 1752 Feldzeugmeister, 11. Oktober 1760 Feldmarschall
- Joseph Maria Graf von Colloredo-Wallsee

* 29. Juli 1773   † 23./25. Januar 1815. Laufbahn: 23. Juni 1808 mit Rang vom 6. September 1805 Generalmajor
- Karl Borromäus Graf von Colloredo-Wallsee

* 31. Juli 1718   † 26. Oktober 1786. Laufbahn: 15. Februar 1753 Generalfeldwachtmeister, 15. April 1758 Feldmarschalleutnant
- Wenzel Joseph Graf von Colloredo-Wallsee

* 15. Oktober 1738   † 4. September 1822. Laufbahn: 1. Mai 1773 mit Rang vom 14. November 1768 Generalmajor, 10. April 1783 mit Rang vom 18. April 1783 Feldmarschalleutnant, 26. Dezember 1789 mit Rang vom 19. Dezember 1789 Feldzeugmeister, 6. September 1808 mit Rang vom 19. Dezember 1808 Feldmarschall
- Don Francisco de Colmenero y Catenara, Conde de Valderíos

† 1715. Laufbahn: spanischer General der Artillerie; 9. Februar 1715 kaiserlicher Feldmarschall
- Franz Ludwig de Colmenero, Conde de Valderios

* um 1700   ⚔ bei Guastalla 19. September 1734. Laufbahn: 3. Februar 1734 Generalfeldwachtmeister
- Karl Colonna Graf von Völs (Fels)

† 20. September 1714. Laufbahn: kurbayerischer Generalwagenmeister; 1. Mai 1703 kaiserlicher Generalfeldwachtmeister, 30. Februar  (?!) 1705 Feldmarschalleutnant, 12. März 1709 General der Kavallerie
- Franz Graf Colonna von Völs (Fels),

† 1711. Laufbahn: 30. März 1706 mit Rang vom 16. April 1705 Generalfeldwachtmeister, 30. März 1710 Feldmarschalleutnant
- August Joseph von Conninck,

* 25. Dezember 1761   † 29. November 1844. Laufbahn: 21. Juni 1814 Generalmajor, 16. März 1824 im Ruhestand
- Samuel Karl Freiherr Conrad von Heydendorff,

* 13./25. Juli 1735   † 4. Januar 1797. Laufbahn: 27. Februar 1793 Generalmajor, 1793 im Ruhestand
- François-Jules-Gaspard Comte de Contades,

* 29. Dezember 1760   † Sept. 1811. Laufbahn: 31. Oktober 1801 mit Rang vom 28. Oktober 1801 Generalmajor, 1808 quittiert
- Innocentio Conti, Duca di Pola, Marchese di Guadagnola,

* um 1610   † 12. Februar 1661. Laufbahn: 4. August 1648 Generalfeldwachtmeister; päpstl.Generalleutnant, venezianischer General
- Torquato Conti, Marchese di Guadagnola, Duca di Pola

* 1591; † Juni 1636. Laufbahn: 2. Juni 1627 Feldzeugmeister, 20. Juli 1629 Feldmarschall
- José Marqués de Copons y Boixadors,

*?   †?. Laufbahn: 5. Oktober 1745 Generalfeldwachtmeister
- Ramón Marqués de Copons y Boixadors,

~ 14. April 1693   † 1753. Laufbahn: 13. Oktober 1745 Generalfeldwachtmeister
- Johann Andreas Graf von Corbelli,

† 14. Mai 1704. Laufbahn: 3. Juli 1691 Generalfeldwachtmeister, 9. Juni 1694 Feldmarschalleutnant, 1701 General der Kavallerie?
- Don Gaspar Fernández Cordova de Comares de Córdova y Alagon, Conde de

* um 1674   † 3. Oktober 1756. Laufbahn: 5. Mai 1717 Feldmarschalleutnant, 5. November 1723 General der Kavallerie, 19. März 1741 Feldmarschall
- Karl Anton de Corioule,

† 1753. Laufbahn: 16. März 1743 Generalfeldwachtmeister
- August Wilhelm von Cornberg,

* 18. August 1653   † 28. Juli 1721. Laufbahn: hessen-kasselscher Generalmajor; 9. November 1699 kaiserlicher Generalfeldwachtmeister (Titel)
- Don José Boneu Conde de la Coromina

† 1724. Laufbahn: spanischer Generalleutnant, 4. Dezember 1724 kaiserlicher Feldmarschall
- Paul Nikolaus Freiherr von Corrado,

*?   †?. Laufbahn: 8. November 1733. Generalfeldwachtmeister
- Adrian Freiherr von Cortenbach zu Helmond,

* 5. November 1592   † 15. September 1630. Laufbahn: 6. November 1629 Generalfeldwachtmeister
- Cäsar Marchese Corti,

* 1740   † 5. Januar 1792. Laufbahn: 16. Januar 1790 (mit Rang vom …?) Generalmajor
- Franz Conte Corti,

† 1. Januar 1790. Laufbahn: 10. November 1788 mit Rang vom 9. November 1788 Generalmajor
- Ferdinand Freiherr Cosa von Hradišt,

† 1763. Laufbahn: 25. Juli 1745 Generalfeldwachtmeister
- Leopold Anton Freiherr Cosa von Hradišt,

† 1723. Laufbahn: 15. März 1710 Generalfeldwachtmeister, 2. Juni 1716 Feldmarschalleutnant
- Anton Cramer (Kramer) von Kronenbach,

† 16. Juni 1816. Laufbahn: 22. Januar 1808 Generalmajor
- Graf Johann Philipp Cratz von Scharffenstein,

* hingerichtet am 26. Juni 1635. Laufbahn: 28. Dezember 1631 Generalfeldwachtmeister; 5. Januar  (1. Februar ?) 1632 kurbayerischer General der Artillerie; 1634 schwedischer Feldmarschall
- Karl Sebastian Graf Cratz von Scharffenstein,

† 1704. Laufbahn: 24. Juni 1701 Generalfeldwachtmeister
- Georg Corvin von Creytz,

† vor 1710. Laufbahn: 20. Mai 1688 Generalfeldwachtmeister (Titel)
- Peter Freiherr von Creytz,

† 31. Januar  (7. April ?) 1807. Laufbahn: 7. August 1768 mit Rang vom 30. Juli 1761 Generalfeldwachtmeister
- Wolfgang Josaphat von Creytz,

* 1673   ⚔ bei Csóbancz 1707. Laufbahn: 5. Oktober 1696 Generalfeldwachtmeister
- Georg Croll von Herzberg,

† 18. Februar 1809. Laufbahn: 1. September 1805 mit Rang vom 28. Januar 1804 Generalmajor
- Karl Eugen Fürst und Herzog von Croy,

* 1651   † (schwedische Kriegsgefangenschaft) 22. Januar / 1. Februar 1702. Laufbahn: Februar 1677 dänischer Generalmajor, 1678 Generalleutnant; 4. Mai 1682 kaiserlicher Generalfeldwachtmeister, 5. Februar 1683 Feldmarschalleutnant, 29. November 1683 Feldzeugmeister, 17. Dezember 1688 Feldmarschall; 19. April 1700 russischer Generalfeldmarschall
- , Georg I. Emerich Graf Csáky von Keresztszég und Adorján

* 27. Oktober 1677   † Febr. 1742. Laufbahn: 4. Oktober 1723 Generalfeldwachtmeister, 4. November 1733 Feldmarschalleutnant, 21. April 1735 General der Kavallerie, 27. September 1741 Feldmarschall
- Ladislaus Graf Csáky von Keresztszég und Adorján

* 2. März 1640/41   † .... Laufbahn: 9. Juni 1689 Generalfeldwachtmeister (Titel)
- Stephan Graf Csáky von Keresztszég und Adorján

* 15. April 1535   † 4. Dezember 1699. Laufbahn: 14. Juni 1661 Generalfeldwachtmeister; 28. Dezember 1681 Feldoberst von Ober-Ungarn
- Joseph Csanády von Kerek,

† 27. August 1817. Laufbahn: 20. September 1809 Generalmajor (Charakter) und im Ruhestand
- Anton Csedö von Csikszentgyörgyi,

*?   †?. Laufbahn: 19. Januar 1771 mit Rang vom 20. Januar 1771(20. September 1761?) Generalmajor
- Joseph Csekonics von Zsombolya und Janova[5]

* 22. Februar 1757   † 26. April 1824. Laufbahn: März 1807 mit Rang vom 12. Januar 1803 Generalmajor
- Michael Csernel von Csernelháza,

* 1738   † 12. Februar 1807. Laufbahn: 13. September 1789 mit Rang vom 10. September 1789 Generalmajor, 21. August 1796 mit Rang vom 3. August 1794 Feldmarschalleutnant
- Ignaz Freiherr Csivich von Rohr,

* 1752   † 30. November 1823. Laufbahn: 27. April 1813 Generalmajor, 11. Oktober 1821 im Ruhestand
- Markus Freiherr von Csollich,

* 15. April 1766   † 14. September 1844. Laufbahn: 12. Mai 1813 Generalmajor, 4. August 1826 Feldmarschalleutnant, 11. Juni 1841 Feldzeugmeister
- Paul Graf von Cuiás,

† 1752. Laufbahn: 21. Juli 1745 Generalfeldwachtmeister
- Jakob Joseph Marchese di Cusani,

* 15. Mai 1660   † 1715/16. Laufbahn: 15. Juni 1701 Generalfeldwachtmeister, 8. Mai 1704 Feldmarschalleutnant, 10. April 1707 General der Kavallerie
- Adam Kasimir Fürst von Czartoryski-Sanguszko, Herzog von Klewan und Zukow,

* 1. Dezember 1734   † 19. März 1823. Laufbahn: 1. Juli 1782 mit Rang vom 30. Juni 1782 Feldzeugmeister, 24. Februar 1805 Feldmarschall
- Joachim Freiherr Czejka von Olbranowitz

* um 1675   † 1738. Laufbahn: 11. Juli 1728 Generalfeldwachtmeister
- Karl Philipp Freiherr Czejka von Olbranowitz

*?   †?. Laufbahn: 14. Mai 1717 Generalfeldwachtmeister
- Wenzel Joachim Graf Czejka von Olbranowitz

* 1668   † 5. Juli 1754. Laufbahn: 12. November 1727 Generalfeldwachtmeister, 29. November 1733 Feldmarschalleutnant
- Michael Gottfried Czekel von Rosenfeld

* 13. Juli 1708   † 6. Mai 1786. Laufbahn: 6. Juli 1752 Generalfeldwachtmeister, 16. August 1758 Feldmarschalleutnant
- Karl von Czerneczy

† 4. Januar 1803. Laufbahn: 27. Februar 1793 mit Rang vom 23. Juni 1791 Generalmajor
- Theobald Martin Graf Czernin von Chudenitz

* 167.   † 3. Juni 1755. Laufbahn: 5. Februar 1734 Generalfeldwachtmeister, 20. September 1737 Feldmarschalleutnant, 12. Juni 1754 mit Rang vom 6. November 1748 General der Kavallerie
- Johann Franz Czerwinka von Tomba

* 6. Dezember 1760   † 29. Mai 1824. Laufbahn: 18. November 1809 Generalmajor (Charakter) und im Ruhestand
- Joseph Czerwinka von Tomba

* 15. November 1758   † 27. Mai 1839. Laufbahn: 22. Juli 1809 Generalmajor, 1813 im Ruhestand
- Joseph Wenzel Freiherr Czigany (Zigan) de Cserma,

*?   †?. Laufbahn: 27. Januar 1758 Generalfeldwachtmeister, 19. April 1764 Feldmarschalleutnant
- Adam Graf von Czobor de Szent-Mihály

† 17. September 1691. Laufbahn: 12. Dezember 1688 Generalfeldwachtmeister
- Markus Anton Adam Graf Czobor de Szent-Mihály

† Juni/Juli 1728. Laufbahn: 19. November 1723 Generalfeldwachtmeister
- Franz Leopold Freiherr von Czungenberg

* 1676   † 15. Februar 1735. Laufbahn: 26. Oktober 1733 Generalfeldwachtmeister, 15. Mai 1734 Feldmarschalleutnant